# Anoura cultrata
Anoura cultrata (Handley, 1960) è un pipistrello della famiglia dei Fillostomidi diffuso nell'America centrale e meridionale.

## Descrizione

### Dimensioni
Pipistrello di piccole dimensioni, con la lunghezza della testa e del corpo tra 69 e 78 mm, la lunghezza dell'avambraccio tra 43 e 44 mm, la lunghezza della coda tra 4 e 6 mm, la lunghezza del piede tra 12 e 15 mm, la lunghezza delle orecchie tra 11 e 14 mm e un peso fino a 21 g.

### Aspetto
La pelliccia è lunga, densa e si estende su metà dell'avambraccio, sulle zampe, sui piedi e sulle dita. Il colore delle parti dorsali varia dal marrone scuro al bruno-nerastro, con la base dei peli biancastra.  Le parti ventrali sono marroni chiare. Le membrane variano dal marrone scuro al nero. Il muso è allungato e fornito all'estremità di una piccola foglia nasale lanceolata.  La lingua è allungabile e fornita di papille sulla punta. Le orecchie sono relativamente piccole e separate. La coda è rudimentale, mentre l'uropatagio è ridotto ad una sottile membrana lungo la parte interna degli arti inferiori, è densamente ricoperto di peli ed ha il margine libero a forma di V rovesciata. Il cariotipo è 2n=30 FNa=54.

## Biologia

### Comportamento
Si rifugia all'interno di grotte, cavità degli alberi e tunnel in piccoli gruppi spesso associata ad altre specie di pipistrelli in particolare dello stesso genere.

### Alimentazione
Si nutre di insetti, inclusi lepidotteri,  nettare e polline, in particolare di Hibiscus luteus.

### Riproduzione
Femmine gravide sono state catturate in Costa Rica e Colombia durante il mese di agosto

## Distribuzione e habitat
Questa specie è diffusa in Costa Rica, a Panama e lungo i versanti andini di Venezuela, Colombia, Ecuador, Perù e Bolivia nord-occidentale.
Vive nelle foreste sempreverdi umide montane e lungo i margini forestali tra 200 e 2.600 metri di altitudine.

## Conservazione
La IUCN Red List, considerato che l'habitat in cui vive è molto delicato e in rapido declino, classifica A.cultrata come specie prossima alla minaccia di estinzione (Near Threatened).